# Campeonato Mundial de Rugby Juvenil 2016
El Campeonato Mundial de Rugby Juvenil de Inglaterra 2016 fue la novena edición de la Copa Mundial, principal torneo de selecciones juveniles masculinas de rugby que organiza la World Rugby (WR).
El torneo que tuvo lugar en Mánchester, Inglaterra lo disputaron los 11 equipos mejor clasificados de la edición anterior y el debutante Georgia, clasificado al coronarse campeón del Mundial de 2.ª división 2015

## Equipos participantes[5]
| - Gales - Georgia - Irlanda - Nueva Zelanda | - Inglaterra - Escocia - Australia - Italia | - Argentina - Francia - Japón - Sudáfrica |

Al finalizar los partidos en cada grupo, la clasificación para la siguiente etapa se define del siguiente modo:
- los tres primeros de cada grupo y el mejor segundo, dirimen los puestos 1.º al 4.º.
- los dos segundos restantes y los dos mejores terceros, dirimen los puestos 5.º al 8.º.
- los cuatro equipos restantes dirimen los puestos 9.º a 12.º.

Si hubiere empate en puntos, se aplicarán los siguientes criterios de desempate:
1. el ganador del partido jugado entre ambos equipos;
2. el equipo con mejor diferencia de tantos a favor y en contra;
3. el equipo con mejor diferencia de tries a favor y en contra;
4. el equipo que marcó más tantos a favor;
5. el equipo que marcó más tries;
6. mediante la suerte arrojando una moneda.

## Grupo A

### Posiciones
| Pos. | Equipo        | Encuentros | Encuentros | Encuentros | Encuentros | Tantos  | Tantos    | Tantos     | Puntos Bonus | Puntos Totales |
| Pos. | Equipo        | jugados    | ganados    | empatados  | perdidos   | a favor | en contra | diferencia | Puntos Bonus | Puntos Totales |
| ---- | ------------- | ---------- | ---------- | ---------- | ---------- | ------- | --------- | ---------- | ------------ | -------------- |
| 1    | Irlanda       | 3          | 3          | 0          | 0          | 94      | 56        | + 38       | 1            | 13             |
| 2    | Nueva Zelanda | 3          | 2          | 0          | 1          | 97      | 50        | + 47       | 2            | 10             |
| 3    | Gales         | 3          | 1          | 0          | 2          | 52      | 53        | - 1        | 3            | 7              |
| 4    | Georgia       | 3          | 0          | 0          | 3          | 16      | 100       | - 84       | 1            | 1              |

Nota: Se otorgan 4 puntos al equipo que gane un partido y 2 al que empate
Puntos Bonus: 1 punto por convertir 4 tries o más en un partido (PBO) y 1 al equipo que pierda por no más de 7 tantos de diferencia (PBD).
|  | Clasificación del 1.º al 4.º puesto |

|  | Clasificación del 5.º al 8.º puesto |

|  | Clasificación del 9.º al 12.º puesto |

### Resultados

#### Primera fecha
| 7 de junio | Gales   | 25 - 26 | Irlanda | Academy Stadium, Mánchester |  |
|            | PBD PBO | Reporte |         |                             |  |

| 7 de junio | Nueva Zelanda | 55 - 0  | Georgia | AJ Bell Stadium, Salford |  |
|            | PBO           | Reporte |         |                          |  |

#### Segunda fecha
| 11 de junio | Nueva Zelanda | 24 - 33 | Irlanda | Academy Stadium, Mánchester |  |
|             | PBO           | Reporte |         |                             |  |

| 11 de junio | Gales | 10 - 9  | Georgia | Academy Stadium, Mánchester |  |
|             |       | Reporte | PBD     |                             |  |

#### Tercera fecha
| 15 de junio | Irlanda | 35 - 7  | Georgia | Academy Stadium, Mánchester |  |
|             | PBO     | Reporte |         |                             |  |

| 15 de junio | Nueva Zelanda | 18 - 17 | Gales | AJ Bell Stadium, Salford |  |
|             |               | Reporte | PBD   |                          |  |

## Grupo B

### Posiciones
| Pos. | Equipo     | Encuentros | Encuentros | Encuentros | Encuentros | Tantos  | Tantos    | Tantos     | Puntos Bonus | Puntos Totales |
| Pos. | Equipo     | jugados    | ganados    | empatados  | perdidos   | a favor | en contra | diferencia | Puntos Bonus | Puntos Totales |
| ---- | ---------- | ---------- | ---------- | ---------- | ---------- | ------- | --------- | ---------- | ------------ | -------------- |
| 1    | Inglaterra | 3          | 3          | 0          | 0          | 109     | 23        | + 86       | 2            | 14             |
| 2    | Escocia    | 3          | 2          | 0          | 1          | 42      | 73        | - 31       | 1            | 9              |
| 3    | Australia  | 3          | 1          | 0          | 2          | 61      | 42        | + 19       | 3            | 7              |
| 4    | Italia     | 3          | 0          | 0          | 3          | 39      | 113       | - 74       | 0            | 0              |

Nota: Se otorgan 4 puntos al equipo que gane un partido y 2 al que empate
Puntos Bonus: 1 punto por convertir 4 tries o más en un partido (PBO) y 1 al equipo que pierda por no más de 7 tantos de diferencia (PBD).
|  | Clasificación del 1.º al 4.º puesto |

|  | Clasificación del 5.º al 8.º puesto |

|  | Clasificación del 9.º al 12.º puesto |

### Resultados

#### Primera fecha
| 7 de junio | Australia | 10 - 15 | Escocia | AJ Bell Stadium, Salford |  |
|            | PBD       | Reporte |         |                          |  |

| 7 de junio | Inglaterra | 48 - 10 | Italia | Academy Stadium, Mánchester |  |
|            | PBO        | Reporte |        |                             |  |

#### Segunda fecha
| 11 de junio | Australia | 38 - 10 | Italia | AJ Bell Stadium, Salford |  |
|             | PBO       | Reporte |        |                          |  |

| 11 de junio | Inglaterra | 44 - 0  | Escocia | Academy Stadium, Mánchester |  |
|             | PBO        | Reporte |         |                             |  |

#### Tercera fecha
| 15 de junio | Escocia | 27 - 19 | Italia | Academy Stadium, Mánchester |  |
|             | PBO     | Reporte |        |                             |  |

| 15 de junio | Inglaterra | 17 - 13 | Australia | AJ Bell Stadium, Salford |  |
|             |            | Reporte | PBD       |                          |  |

## Grupo C

### Posiciones
| Pos. | Equipo    | Encuentros | Encuentros | Encuentros | Encuentros | Tantos  | Tantos    | Tantos     | Puntos Bonus | Puntos Totales |
| Pos. | Equipo    | jugados    | ganados    | empatados  | perdidos   | a favor | en contra | diferencia | Puntos Bonus | Puntos Totales |
| ---- | --------- | ---------- | ---------- | ---------- | ---------- | ------- | --------- | ---------- | ------------ | -------------- |
| 1    | Argentina | 3          | 3          | 0          | 0          | 82      | 48        | + 34       | 1            | 13             |
| 2    | Sudáfrica | 3          | 2          | 0          | 1          | 112     | 69        | + 43       | 3            | 11             |
| 3    | Francia   | 3          | 1          | 0          | 2          | 92      | 78        | + 14       | 2            | 6              |
| 4    | Japón     | 3          | 0          | 0          | 3          | 53      | 144       | - 91       | 0            | 0              |

Nota: Se otorgan 4 puntos al equipo que gane un partido y 2 al que empate
Puntos Bonus: 1 punto por convertir 4 tries o más en un partido (PBO) y 1 al equipo que pierda por no más de 7 tantos de diferencia (PBD).
|  | Clasificación del 1.º al 4.º puesto |

|  | Clasificación del 5.º al 8.º puesto |

|  | Clasificación del 9.º al 12.º puesto |

### Resultados

#### Primera fecha
| 7 de junio | Francia | 15 - 24 | Argentina | AJ Bell Stadium, Salford |  |
|            |         | Reporte |           |                          |  |

| 7 de junio | Sudáfrica | 59 - 19 | Japón | Academy Stadium, Mánchester |  |
|            | PBO       | Reporte |       |                             |  |

#### Segunda fecha
| 11 de junio | Francia | 46 - 14 | Japón | AJ Bell Stadium, Salford |  |
|             | PBO     | Reporte |       |                          |  |

| 11 de junio | Sudáfrica | 13 - 19 | Argentina | AJ Bell Stadium, Salford |  |
|             | PBD       | Reporte |           |                          |  |

#### Tercera fecha
| 15 de junio | Argentina | 39 - 20 | Japón | AJ Bell Stadium, Salford |  |
|             | PBO       | Reporte |       |                          |  |

| 15 de junio | Sudáfrica | 40 - 31 | Francia | Academy Stadium, Mánchester |  |
|             | PBO       | Reporte | PBO     |                             |  |

## Ronda final

### Clasificación del 9.º al 12.º puesto
|  | Semifinales | Semifinales |    |             | 9.º puesto  | 9.º puesto |  |
|  |             |             |    |             |             |            |  |
|  |             |             |    |             |             |            |  |
|  | 20 de junio |             |    |             |             |            |  |
|  | Georgia     | 18          |    |             |             |            |  |
|  | Italia      | 17          |    |             |             |            |  |
|  |             |             |    |             |             |            |  |
|  |             |             |    |             | 25 de junio |            |  |
|  |             |             |    |             | Georgia     | 24         |  |
|  |             | Francia     | 27 |             |             |            |  |
|  |             |             |    |             |             |            |  |
|  |             |             |    |             |             |            |  |
|  |             |             |    |             | 11.º puesto |            |  |
|  | 20 de junio | 20 de junio |    | 25 de junio | 25 de junio |            |  |
|  | Francia     | 41          |    | Italia      | 41          |            |  |
|  | Japón       | 27          |    |             | Japón       | 17         |  |

### Clasificación del 5.º al 8.º puesto
|  | Semifinales   | Semifinales   |    |             | 5.º puesto  | 5.º puesto |  |
|  |               |               |    |             |             |            |  |
|  |               |               |    |             |             |            |  |
|  | 20 de junio   |               |    |             |             |            |  |
|  | Escocia       | 19            |    |             |             |            |  |
|  | Australia     | 35            |    |             |             |            |  |
|  |               |               |    |             |             |            |  |
|  |               |               |    |             | 25 de junio |            |  |
|  |               |               |    |             | Australia   | 24         |  |
|  |               | Nueva Zelanda | 55 |             |             |            |  |
|  |               |               |    |             |             |            |  |
|  |               |               |    |             |             |            |  |
|  |               |               |    |             | 7.º puesto  |            |  |
|  | 20 de junio   | 20 de junio   |    | 25 de junio | 25 de junio |            |  |
|  | Nueva Zelanda | 71            |    | Escocia     | 19          |            |  |
|  | Gales         | 12            |    |             | Gales       | 42         |  |

### Clasificación del 1.º al 4.º puesto
|  | Semifinales | Semifinales |    |             | 1.º puesto  | 1.º puesto |  |
|  |             |             |    |             |             |            |  |
|  |             |             |    |             |             |            |  |
|  | 20 de junio |             |    |             |             |            |  |
|  | Irlanda     | 37          |    |             |             |            |  |
|  | Argentina   | 7           |    |             |             |            |  |
|  |             |             |    |             |             |            |  |
|  |             |             |    |             | 25 de junio |            |  |
|  |             |             |    |             | Irlanda     | 21         |  |
|  |             | Inglaterra  | 45 |             |             |            |  |
|  |             |             |    |             |             |            |  |
|  |             |             |    |             |             |            |  |
|  |             |             |    |             | 3.º puesto  |            |  |
|  | 20 de junio | 20 de junio |    | 25 de junio | 25 de junio |            |  |
|  | Inglaterra  | 39          |    | Argentina   | 49          |            |  |
|  | Sudáfrica   | 17          |    |             | Sudáfrica   | 19         |  |

| Bandera de Inglaterra |
| Campeón Inglaterra    |
| Tercer título         |

## Posiciones finales
| Posición | Selección     |
| -------- | ------------- |
| 1        | Inglaterra    |
| 2        | Irlanda       |
| 3        | Argentina     |
| 4        | Sudáfrica     |
| 5        | Nueva Zelanda |
| 6        | Australia     |
| 7        | Gales         |
| 8        | Escocia       |
| 9        | Francia       |
| 10       | Georgia       |
| 11       | Italia        |
| 12       | Japón         |